# Nottefonda
Nottefonda è un film del 2025 diretto da Giuseppe Miale Di Mauro.
Il film è liberamente ispirato al libro "La Strada degli Americani" dello stesso Giuseppe Miale Di Mauro.

## Trama
Dopo la perdita della moglie Ciro è un uomo fuori di sé. Vuole trovare chi l'ha uccisa investendola di notte sulla strada. Nel frattempo con la possibilità di far vivere una vita normale al figlio Luigi; quest'ultimo dovrà crescere in fretta per fare in modo che il padre non cada sempre di più nel baratro.

## Distribuzione
Il film è stato distribuito nelle sale cinematografiche italiane l'8 maggio 2025.